# Davor Božič
Davor Noel Božič, slovenski TV voditelj, pevec, glasbenik, plesalec * 5. oktober 1972, Ljubljana
Začel je pri 11 letih, ko je ustanovil pop glasbeno skupino Pink Panter. Istega leta (1983) Pink Panterji posnamejo prvo pesem Mojcika v produkciji Tadeja Hrušovarja v studio RTV Ljubljana. Pink Panter je nastopila na  
Pop delavnici 1986 s pesmijo Samo tebe si želim in bila razglešena za najobetavnejšega izvajalca. Na naslednji pop delavnici 1987 je bil pevec skupine Davor Pink & Panter Kaja (Kaja Štiglic) s pesmijo Čarobna moč in (zopet) imenovan za najbolj perspektivna skupino. Leta 1988 pri založbi ZKP RTVL izda LP album z naslovom Davor. Istega leta je nastopil v filmu Poletje v školjki 2, za katerega je posnel pesem Ne pohodi ga. Ob glasbenih nastopih se je plesno izobraževal pri Mojci Horvat. Leta 1995 izide album otroških popevk, pravljic Pod klobukom. Album prejme dve nagradi zlati petelin 1996 za najboljši album za otrokein Božič kot najboljši izvajalec za otroke.
1990 se preseli v ZDA, kjer študira kompozicijo na Berklee College of Music v Bostonu. Po dveh letih se vrnil zaradi pomanjkanja denarja.
Med 1995 in 2011 dela na otroškem in mladinskem programu TV Slovenije. 17 let nastopa kot glasbeni, plesalec in igralec v osrednji oddaji otroškega programa Pod klobukom. Oddaja je bila nagrejena z Viktorjem 1996. 
V naslednjih letih posname otroške TV musicale: Skrivnostni kapitanovega dnevnika, Mestna pravljica, Mavrične stopinje (glasba, besedila).
Vodi tudi mladinske oddaje Karaoke in Štafeta mladosti, katere je soavtor. Za kratek film O, ti srečen decemberski dan (2006) napiše glasbo.
Hkrati dela pri gledališču in plesu. V Cankarjevem domu leta 1996 skupaj s Mojco Horvat uprizori otroški musical Ameriška pravljica. Z Andrejem Rozmanom uprizori musical Brucka v Ljubljani (KUD France Prešeren, 2003) in leta 2009 pop-rock opero Neron v ljubljanski Drami.
Od 1998 in 2002 nastopa s plesno šolo Kazina. Kot plesalec osvoji dva naslova svetovnih prvakov in tri naslove evropskih prvakov.
Je avtor skladb in glasbeni producent popularne glasbe.
Danes se ukvarja z realitetno psihoterapijo in ustvarja ambientalno glasbo. Glasbo soustvarja z Lee Harrisom s katerim izda 18. novembra 2014 album Arise.
V Ljubljani je od 2012 direktor in soustanovitelj svetovalnega podjetja AMON7.
Je polbrat pevke Pike Božič.